# Ascesso peritonsillare
Un ascesso peritonsillare è un'infezione relativamente comune della regione della testa e del collo. Si tratta di una nota complicanza della tonsillite e consiste in una raccolta di pus nello spazio peritonsillare (peri significa circostante).
Secondo alcuni studi questo disturbo ha un'incidenza di circa 1 su 10 000, rappresentando circa un terzo di tutti gli ascessi dei tessuti molli della testa e del collo. È l'infezione della regione della testa e del collo che più comunemente viene rilevata nei pronto soccorso.

## Epidemiologia
L'incidenza dell'ascesso peritonsillare è variabile in base alle diverse aree geografiche. In un lavoro nell'Irlanda del Nord l'incidenza è stata pari a 10 casi per 100 000 persone all'anno.
Negli Stati Uniti, l'incidenza sembra aggirarsi attorno a circa 30 casi per 100 000 persone all'anno.
In Danimarca l'incidenza è più elevata e raggiunge i 41 casi per 100 000 persone.
La maggior parte delle infezioni si verifica nei mesi di novembre/dicembre ed in quelli di aprile/maggio.
Questi stessi mesi sono quelli nei quali si registra un'incidenza più elevata di faringite streptococcica e di tonsillite essudativa.
Nei soggetti con questo disturbo la presenza di infezione da virus Epstein–Barr ha una prevalenza bassa, pari all'1.8%.
L'ascesso peritonsillare può verificarsi a qualsiasi età, anche se spesso ricorre con maggiore frequenza nella fascia di età compresa tra i 20 e i 40 anni.
I bambini più piccoli che sviluppano un ascesso peritonsillare sono spesso immunocompromessi ed in essi l'infezione può causare una
significativa ostruzione delle vie aeree.

### Mortalità e morbilità
La mortalità dovuta all'ascesso peritonsillare è sconosciuta. La morbilità è soprattutto legata alle possibili complicanze.
Non esistono predilezioni di etnia o di sesso (l'incidenza è sovrapponibile tra maschi e femmine).

## Eziologia

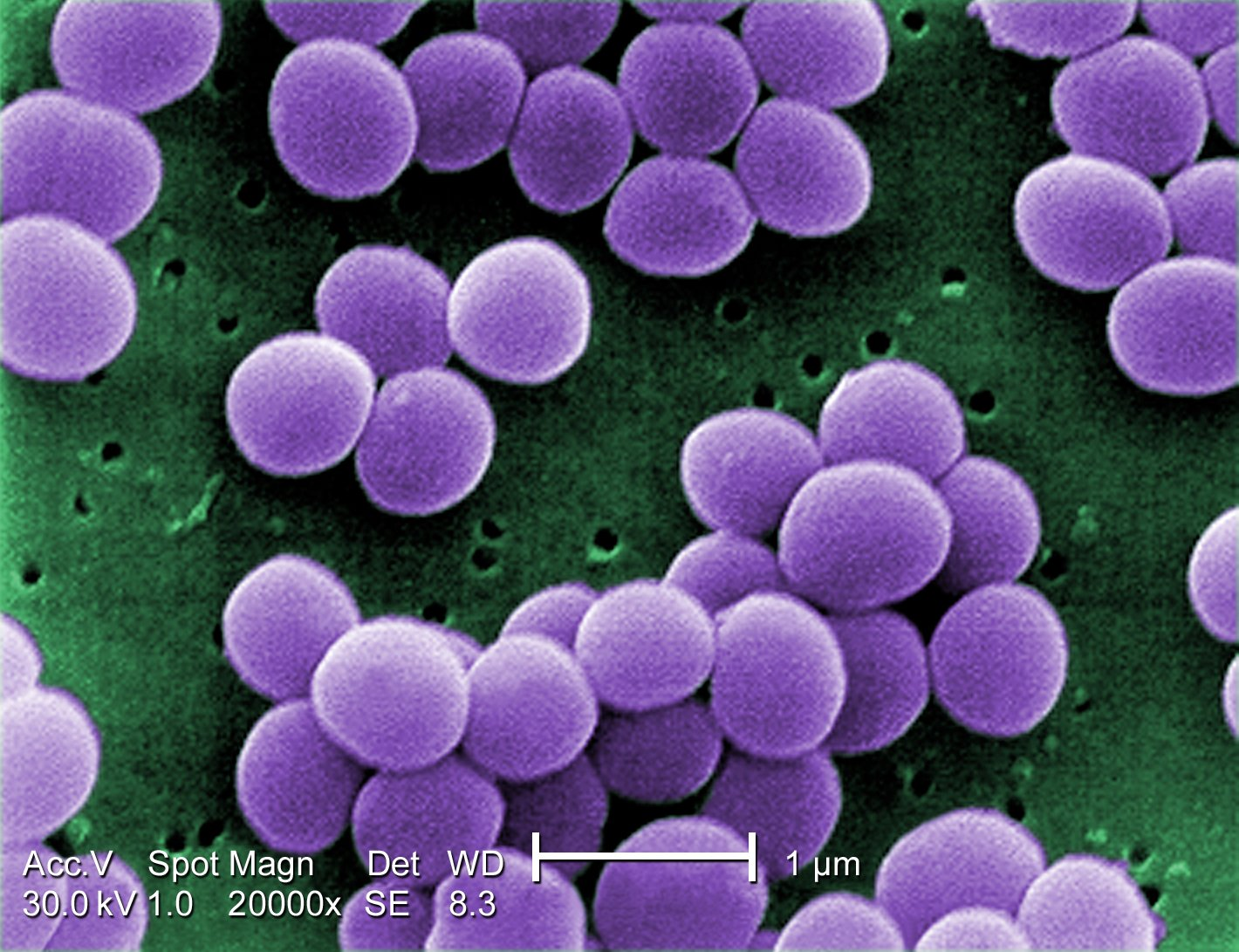
Staphylococcus aureus

L'ascesso peritonsillare in genere si verifica come complicanza di un episodio non trattato (o trattato solo parzialmente) di tonsillite acuta. L'infezione, in questi casi, si propaga all'area peritonsillare (peritonsillite).
I patogeni coinvolti negli ascessi peritonsillari possono essere batteri sia aerobi sia anaerobi.
Tra i batteri aerobi l'agente patogeno più frequente e importante sembra essere Streptococcus pyogenes (Streptococco beta-emolitico di gruppo A). Altri agenti patogeni aerobici isolati dagli agoaspirati comprendono Staphylococcus aureus, Haemophilus influenzae, Corynebacterium e Neisserie.
Tra i batteri anaerobi un ruolo importante è rivestito da Fusobacterium necrophorum, Peptostreptococcus, Prevotella e Bacteroides. In molti ascessi, comunque, è possibile evidenziare la coinfezione di agenti sia anaerobi che aerobi.

## Fisiopatologia

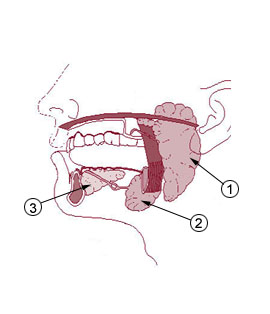
Ghiandole salivari: 1.parotide, 2.sottomandibolare, 3.sottolinguale.

Le due tonsille palatine sono localizzate lateralmente nell'orofaringe, tra i pilastri tonsillari anteriore e posteriore, costituiti sostanzialmente dai muscoli glosso palatino e faringopalatino.
Ogni tonsilla risulta circondato da una capsula, derivante dall'aponeurosi intrafaringea, che va a coprire la regione mediale della tonsilla, fornendo sostegno ed un percorso ai vasi sanguigni e nervi. 
È in questo spazio virtuale, tra la capsula e la tonsilla, che si può venire a formare ed accrescere un ascesso peritonsillare.
Per la contiguità con altri spazi più profondi, un'infezione in questa zona può estendersi e potenzialmente coinvolgere strutture parafaringee e retrofaringee.
La formazione di un ascesso peritonsillare di solito prevede alcuni passaggi che vanno dalla semplice tonsillite alla cellulite e, infine, alla formazione dell'ascesso vero e proprio. Le ghiandole di Weber, ghiandole salivari mucose che si trovano localizzate nel palato molle, superiormente alla tonsilla, probabilmente svolgono un ruolo chiave nella eziologia dell'infezione.
La loro infiammazione può infatti provocare cellulite locale che successivamente può evolvere fino alla necrosi tissutale con formazione di pus.

## Clinica

### Segni e sintomi
Al momento della consultazione del medico il paziente riferisce la presenza da almeno 4-5 giorni di:
- Malessere generale
- Febbre (spesso superiore a 39 °C)
- Cefalea
- Dolore al collo
- Dolore della gola (specialmente verso il lato affetto)
- Disfonia
- Raucedine
- Disfagia
- Otalgia
- Odinofagia

L'esecuzione dell'esame obiettivo può mettere in evidenza un paziente sofferente e a disagio che presenta:
- Tachicardia
- Eccesso di salivazione (scialorrea)
- Vario grado di disidratazione
- Difficoltà o impossibilità ad aprire la bocca (trisma)
- Alitosi e respiro fetido
- Voce alterata, soffocata o voce da"patata bollita"
- Tonsille ipertrofiche e asimmetriche
- Presenza di essudati sulla tonsilla
- Deviazione controlaterale dell'ugola
- Linfoadenopatia laterocervicale (particolarmente della catena anteriore)

### Esami di laboratorio
Il paziente viene sottoposto agli usuali esami ematochimici di routine, comprendenti un esame emocromocitometrico che mette in evidenza la presenza di leucocitosi. Utile anche l'esecuzione della proteina C-reattiva, in genere elevata, e del monotest o test per gli anticorpi eterofili al fine di escludere una infezione da Epstein Barr Virus (EBV) o da citomegalovirus (CMV).
Nei casi più gravi e nei pazienti compromessi può essere necessario eseguire delle emocolture.
Appare comunque importante eseguire delle colture batteriche a partire dal materiale drenato dall'ascesso (oppure ottenuto tramite agoaspirato) per identificare l'organismo responsabile e guidare la terapia antibiotica).

### Imaging
Gli studi di imaging possono avvalersi dell'esecuzione di una radiografia laterale dei tessuti molli del collo, oppure di un'ecografia intraorale, che metterà in evidenza una discreta cavità ascessuale.
In casi particolari è possibile ricorrere ad una tomografia computerizzata (TC) con mezzo di contrasto della testa e del collo, al fine di evidenziare dimensioni ed estensione dell'ascesso.

## Trattamento

### Aspirazione con ago
Si tratta di una procedura relativamente semplice, non particolarmente dolorosa per il paziente, efficace ed economica.
L'area interessata deve essere preventivamente anestetizzata con un'associazione precostituita di lidocaina e adrenalina (epinefrina).
Si ricorre quindi alla puntura ed aspirazione dell'area che appare più morbida ed interessata dall'ascesso. L'aspirazione di solito inizia a partire dal polo superiore, e solo in caso di mancata fuoriuscita di materiale purulento si può tentare l'aspirazione del polo medio o inferiore. Si utilizza per la procedura un ago 16 o 18 gauge collegato ad una siringa di 10 mL.

### Incisione dell'ascesso e drenaggio
Con il paziente in posizione seduta e ricorrendo ad un abbassalingua per mantenere la lingua retratta, si provvede a infiltrare l'area interessata con lidocaina e adrenalina (epinefrina).
Si utilizza quindi un piccolo bisturi per praticare un'incisione larga circa 0,5 cm e profonda circa 1 cm. A questo punto è possibile utilizzare una piccola pinza emostatica per sondare l'ascesso e facilitarne il drenaggio del pus.

### Tonsillectomia
Non vi è evidenza che un intervento chirurgico di tonsillectomia elettiva sia effettivamente utile per prevenire futuri ascessi peritonsillari in questi soggetti: un ascesso peritonsillare post tonsillectomia è un evento raro ma non impossibile. Tuttavia, di fronte ad un paziente con una storia personale di episodi ricorrenti di questo disturbo, oppure un soggetto che presenta importanti disturbi respiratori nel sonno, è necessario considerare la tonsillectomia elettiva. Anche soggetti che per età o mancanza di cooperazione non possono essere trattati con anestesia locale, ma richiedono di essere trattati con anestesia generale sono degli ottimi candidati alla tonsillectomia, in quanto il tasso di complicanze è comunque basso.

### Trattamento medico
Il trattamento antibiotico, in associazione al drenaggio dell'ascesso, rappresenta un cardine della terapia. Questo trattamento dovrebbe precedere sia il drenaggio che le risposte degli esami colturali.
La penicillina rappresenta ancora il trattamento efficace e di scelta in un'ampia percentuale di pazienti. Tuttavia la presenza di infezioni polimicrobiche e sostenute da batteri produttori di beta-lattamasi comporta spesso la necessità di ricorrere ad associazioni (ad esempio con metronidazolo) oppure ad agenti ad ampio spettro (ad esempio le cefalosporine di seconda o terza generazione).
- Clindamicina

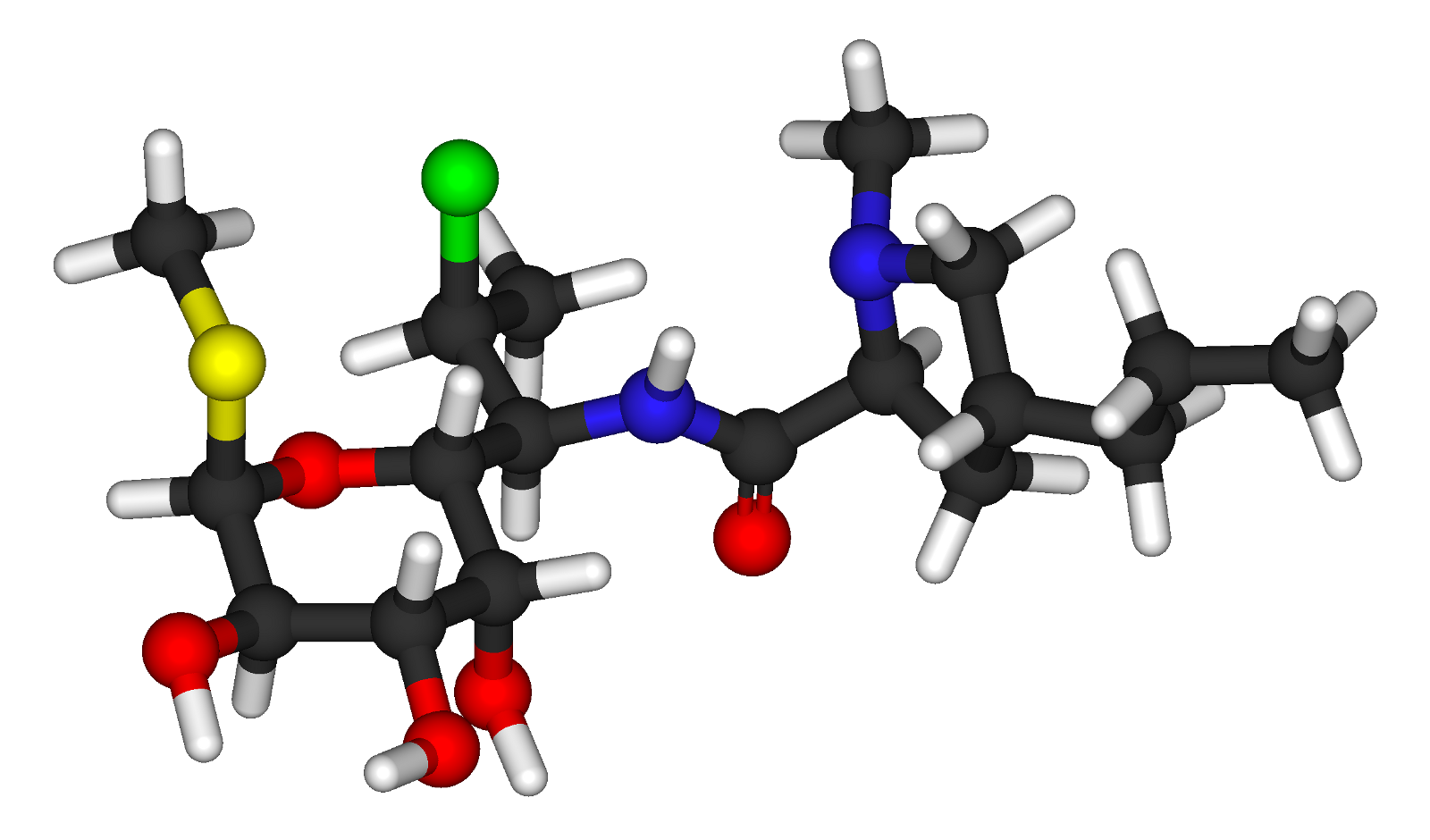
Rappresentazione grafica di una molecola di clindamicina.

Antibiotico semisintetico che agisce bloccando la sintesi delle proteine (tramite blocco della dissociazione del peptidil tRNA dai ribosomi). Efficace per via orale o parenterale verso gli anaerobi o alcuni ceppi di streptococchi e stafilococchi.
- Benzatil penicillina G

Utile in particolare in associazione con metronidazolo. Efficace in circa il 98% dei pazienti. Interferisce con la sintesi della parete cellulare nei batteri in fase di moltiplicazione.
- Metronidazolo

Utile in trattamento associato con benzatil penicillina G. Efficace in circa il 98% dei pazienti trattati. Inibisce la sintesi del DNA causando la morte cellulare. Agisce verso diversi batteri anaerobi e protozoi.
- Nafcillina

Formula chimica della nafcillina.

Può essere il trattamento iniziale per le infezioni streptococciche resistenti alla penicillina G o nelle infezioni stafilococciche.
Viene utilizzata per via parenterale, almeno in una fase iniziale (non più di 2 giorni nei soggetti anziani per il rischio di tromboflebiti), e successivamente per via orale quando clinicamente indicato.
- Eritromicina

Inibisce la crescita batterica, bloccando la dissociazione del peptidil tRNA dai ribosomi, causando l'arresto della sintesi delle proteine che dipende dal RNA stesso. Utile nel trattamento delle infezioni da stafilococchi e streptococchi. Indicata nei pazienti allergici alla penicillina.